# Bembidion scopulinum
Bembidion scopulinum es una especie de escarabajo del género Bembidion, tribu Bembidiini, familia Carabidae. Fue descrita científicamente por Kirby en 1837.
Se distribuye por Canadá, Estados Unidos, Corea, Japón, Rusia, Mongolia, China y Kazajistán. La especie se mantiene activa durante todos los meses del año excepto en febrero y diciembre.